# رافائل آسکونا
رافائل آسکونا (اسپانیایی: Rafael Azcona‎؛ ۲۴ اکتبر ۱۹۲۶ – ۲۴ مارس ۲۰۰۸) فیلم‌نامه‌نویس، رمان‌نویس و نویسنده اهل اسپانیا بود.
او ۲ مرتبه در سال‌های ۱۹۸۷ و ۱۹۹۲ میلادی، برندهٔ جایزه گویای «بهترین فیلم‌نامه» شده است.
از فیلم‌هایی که وی در آن‌ها نقش داشته است، می‌توان به جنگل افسون‌شده، دخترم ایلدگارت، آره که میشه رفیق، دختر رؤیاهای شما، دلیلی برای زندگی، دلیلی برای مرگ، باغ لذت‌ها، طبقه هفتم، زنده‌باد عروس و داماد و تخت زفاف اشاره نمود.